# Uwais al-Qarni
Owais al-Qarni, connu aussi comme un pieux « Allié de Dieu » :  Uwais Qarni (en arabe : أويس بن انيس القرني, également transcrit Owais b. Anis al-Qarni, Oveys Gharani et Veysel Karani) était un pieux prédécesseur du Yémen qui a vécu pendant la durée de vie du Prophète Mahomet, sans jamais le rencontrer personnellement. Il fut tué au moment de la guerre opposant 'Ali et ses adversaires. Il est rapporté qu'un homme le sollicita et lui dit : « Fais-moi des recommandations ! » Il répondit : « Je te recommande le livre de Dieu le Très haut ainsi que la tradition des envoyés et des pieux croyants ».